# ستيف كرونين
ستيف كرونين (بالإنجليزية: Steve Cronin)‏ هو لاعب كرة قدم أمريكي في مركز حراسة المرمى، ولد في 28 مايو 1983 في ساكرامنتو في الولايات المتحدة. شارك مع منتخب الولايات المتحدة تحت 17 سنة لكرة القدم ومنتخب الولايات المتحدة تحت 20 سنة لكرة القدم. أما مع النوادي، فقد لعب مع بورتلاند تمبرز ودي.سي. يونايتد وسان خوسيه إيرثكويكس ولوس أنجلوس غلاكسي.

## وصلات خارجية
- ستيف كرونين على موقع الاتحاد الدولي (مؤرشف)  (الإنجليزية)
- ستيف كرونين على موقع الدوري الأمريكي (الإنجليزية)
- ستيف كرونين على موقع إي إس بي إن إف سي (الإنجليزية)
- ستيف كرونين على موقع قاعدة بيانات كرة القدم.إي يو (الإنجليزية)